# Canzoni per la vita
Canzoni per la vita è il secondo album cover del cantante italiano Al Bano realizzato in duetto con l'imprenditore (e interprete per l'occasione) Massimo Ferrarese. Il ricavato dalle vendite è stato devoluto in beneficenza.
È stato pubblicato a dicembre 2013 solo nella regione Puglia. 
Tutte le canzoni del CD sono arrangiate da Alterisio Paoletti.

## Tracce
1. Io canto (Riccardo Cocciante, Marco Luberti)
2. L'anno che verrà (Lucio Dalla)
3. Cambiare (Alex Baroni, Massimo Calabrese, Marco Rinalduzzi, Marco D'Angelo)
4. Amanda è libera (Fabrizio Berlincioni, Albano Carrisi, Alterisio Paoletti)
5. Una città per cantare (Lucio Dalla, Danny O' Keefe)
6. Pensando a te (Albano Carrisi, Vito Pallavicini)
7. Oggi sono io (Alex Britti)
8. Perdere l'amore (Giampiero Artegiani, Marcello Marrocchi)
9. Meraviglioso (Domenico Modugno, Riccardo Pazzaglia)
10. Tu per sempre (Alterisio Paoletti, Fabrizio Berlincioni, Albano Carrisi)
11. Tutto il resto è noia (Franco Califano, Francesco Del Giudice)
12. Minuetto (Franco Califano, Dario Baldan Bembo)
13. Dai il meglio di te (poesia di Madre Teresa di Calcutta, musica di Albano Carrisi)